# Carex pruinosa
Carex pruinosa är en halvgräsart som beskrevs av Francis M.B. Boott. Carex pruinosa ingår i släktet starrar, och familjen halvgräs.

## Underarter
Arten delas in i följande underarter:
- C. p. maximowiczii
- C. p. pruinosa